# آراوسو د میل
آراوسو د میل (به اسپانیایی: Arauzo de Miel) یک شهرستان در اسپانیا است.